# Chery Kaiyi X3

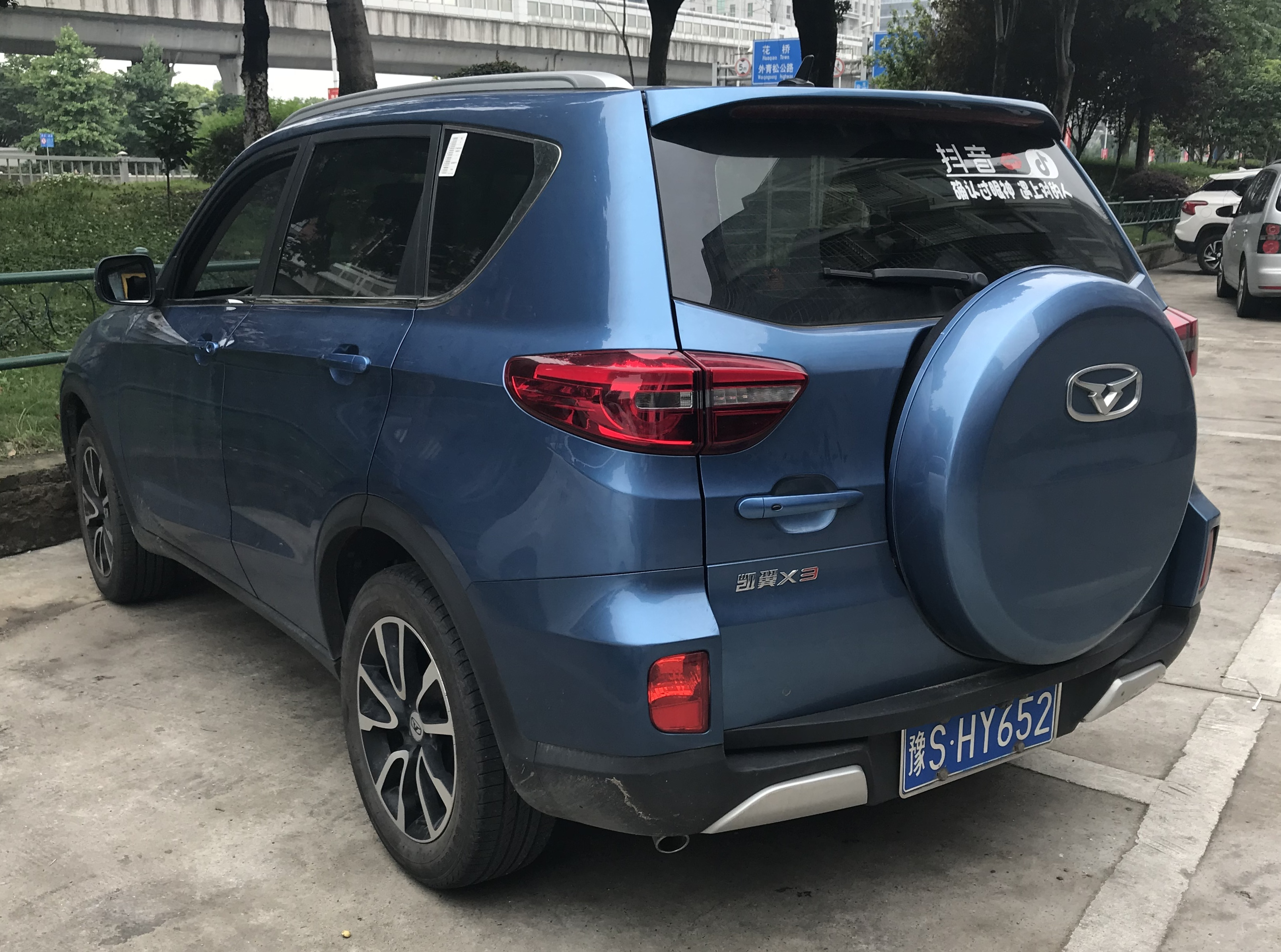
Heckansicht

Der Chery Kaiyi X3 (bis 2022: Chery Cowin X3) ist ein Kompakt-SUV der zum chinesischen Automobilhersteller Chery Automobile gehörenden Marke Chery und der Submarke Kaiyi.

## Geschichte
Das Fahrzeug debütierte als Konzeptfahrzeug Cowin i-CX concept auf der Chengdu Auto Show im August 2014. Das Serienfahrzeug wurde auf der Beijing Auto Show im April 2016 vorgestellt und wurde in China ab Juni 2016 verkauft. Im Juli 2022 gab Chery bekannt, die Submarke Cowin in Kaiyi umzubenennen. Der X3 basiert auf dem Chery Tiggo 3 und hat wie dieser das Reserverad am Heck.

## Technische Daten
Angetrieben wird das SUV wie der Chery Tiggo 3 oder der DR 5 von einem 93 kW (126 PS) starken 1,6-Liter-Ottomotor. Serienmäßig hat das SUV ein 5-Gang-Schaltgetriebe, wahlweise ist ein stufenloses Getriebe erhältlich. 2019 wurde der Motor durch einen 1,5-Liter-Ottomotor mit 85 kW (116 PS) ersetzt. 2021 ergänzte ein aufgeladener 1,5-Liter-Ottomotor mit 115 kW (156 PS) die Modellpalette.
|                                             | 1.5                   | 1.6 DVVT                  | 1.5T-CVT             |
| Bauzeitraum                                 | 08/2019–12/2022       | 06/2016–08/2019           | 02/2021–12/2022      |
| Motorkenndaten                              |                       |                           |                      |
| Motortyp                                    | R4-Ottomotor          | R4-Ottomotor              | R4-Ottomotor         |
| Hubraum                                     | 1499 cm³              | 1598 cm³                  | 1498 cm³             |
| Verdichtungsverhältnis                      | 11,0 : 1              | 11,0 : 1                  | 9,5 : 1              |
| max. Leistung bei min−1                     | 85 kW (116 PS)        | 93 kW (126 PS) / 6150     | 115 kW (156 PS)      |
| max. Drehmoment bei min−1                   | 143 Nm                | 160 Nm / 3900             | 230 Nm               |
| Kraftübertragung                            |                       |                           |                      |
| Antrieb                                     | Vorderradantrieb      | Vorderradantrieb          | Vorderradantrieb     |
| Getriebe, serienmäßig                       | 5-Gang-Schaltgetriebe | 5-Gang-Schaltgetriebe     | Stufenloses Getriebe |
| Getriebe, optional                          | —                     | (Stufenloses Getriebe)    | —                    |
| Messwerte                                   |                       |                           |                      |
| Höchstgeschwindigkeit                       | 165 km/h              | 175 km/h (165 km/h)       | 185 km/h             |
| Beschleunigung, 0–100 km/h                  | k. A.                 | k. A. (17,1 s)            | k. A.                |
| Leergewicht                                 | 1360 kg               | 1340 kg (1385 kg)         | 1410 kg              |
| Kraftstoffverbrauch auf 100 km (kombiniert) | 7,3 l Super           | 6,7 l Super (7,4 l Super) | 7,2 l Super          |
| Tankinhalt                                  | 55 l                  | 55 l                      | 55 l                 |

- Werte in runden Klammern gelten für Modell mit stufenlosem Getriebe.